# Elecciones federales de Australia de 1980
El sábado 18 de octubre de 1980 se celebraron elecciones federales en Australia, en las que se renovaron la Cámara de Representantes y parte del Senado.

## Resultados

### Cámara de Representantes
|  | Partido                       | Votos     | %     | +/-   | Escaños | +/- |
|  | Partido Laborista Australiano | 3.749.565 | 45.15 | +5.50 | 51      | +13 |
|  | Partido Liberal de Australia  | 3.108.512 | 37.43 | −0.66 | 54      | −13 |
|  | Partido Nacional del Campo    | 745.037   | 8.97  | −1.04 | 20      | +1  |
|  | Demócratas Australianos       | 546.032   | 6.57  | −2.81 | 0       | 0   |
|  | Otros                         | 156.411   | 1.88  | −0.98 | 0       | 0   |
|  | Total                         | 8.305.557 |       |       | 125     | +1  |
|  | Coalición Liberal- Nacional   |           | 50.40 | −4.20 | 74      | −12 |
|  | Partido Laborista Australiano |           | 49.60 | +4.20 | 51      | +13 |

### Senado
|  | Partido                        | Votos     | %     | +/-   | Escaños ganados | Escaños totales |
|  | Partido Laborista Australiano  | 3.250.187 | 42.25 | +5.49 | 15              | 27              |
|  | Liberal/Nacional (Lista Única) | 1.971.528 | 25.63 | −8.63 | 4               |                 |
|  | Partido Liberal de Australia   | 1.011.289 | 13.15 | +2.55 | 9               | 27              |
|  | Demócratas Australianos        | 711.805   | 9.25  | −1.88 | 3               | 5               |
|  | Partido Nacional del Campo     | 341.978   | 4.45  | +3.95 | 1               | 3               |
|  | Country Liberal Party          | 19.129    | 0.25  | +0.04 | 1               | 1               |
|  | Independientes                 | 86.770    | 1.13  | −0.60 | 1               | 1               |
|  | Otros                          | 299.678   | 3.90  | −0.92 | 0               | 0               |
|  | Total                          | 7.692.364 |       |       | 34              | 64              |

- Datos: Q3586901